# Passion (film 1982)
Passion  è un film del 1982 diretto da Jean-Luc Godard, vincitore del Grand Prix tecnico al 35º Festival di Cannes.
Dopo il ritorno con il precedente Si salvi chi può (la vita) a una cinematografia più tradizionale, alla fine del turbolento periodo di sperimentazione estetica e politica degli anni Settanta, Jean-Luc Godard sente la necessità di girare tre “veri” film, tre lungometraggi che si situano praticamente all'opposto rispetto al lavoro teorizzato a partire dal Sessantotto: pellicole che raggiungano la perfezione dell'immagine, in ossequio a un'estetica del sublime. Passion è il primo dei tre nel 1982, sarà seguito da Prénom Carmen nel 1983 e da Je vous salue, Marie l'anno successivo: una vera e propria trilogia della classicità, dal punto di vista della critica, o della perfezione, secondo la tecnica, o ancora della verginità, nel linguaggio della morale.

## Trama
Un regista polacco di nome Jerzy gira un film intitolato Passion in uno studio di posa in Svizzera; la troupe alloggia in un vicino motel di proprietà di Hanna, una bella donna di trent'anni circa che è diventata l'amante del regista.
Il marito di Hanna, Michel Boulard, possiede una piccola fabbrica nella quale è in corso uno sciopero. Tra gli attivisti si distingue Isabelle, una giovane operaia balbuziente che a sua volta è l'amante di Jerzy. Hanna lo sa, e per gelosia chiede al marito di licenziarla.
Nei vicini studi intanto hanno luogo le riprese del film; le comparse in posa davanti alle macchine da presa ricostruiscono il dipinto La ronda di notte di Rembrandt, sotto le luci di scena. Il produttore Laszlo non nasconde la sua preoccupazione perché è evidente che il film non ha una vera storia; la segretaria di produzione Sophie è d'accordo con lui. Jerzy ricostruisce altri tableaux vivants tratti dai dipinti di Goya: i soldati francesi e gli insorti di 3 maggio 1808, la Maja desnuda e La famiglia di Carlo IV.
Sophie scopre che il suo collega Patrick, con il quale ha una relazione, le preferisce la comparsa Magali; d'altronde Patrick cambia donna con facilità, suscitando l'invidia di Boulard, che tra l'altro è a conoscenza della relazione tra sua moglie e il regista. Patrick e Sophie si recano nella fabbrica alla ricerca di comparse per i tableaux. Negli studi intanto è pronta la ricostruzione di Il bagno turco (Ingres) di Ingres ma Jerzy non è sul set; lo chiamano al telefono, lui sta mostrando a Hanna riprese che le ha fatto come provini cinematografici; le ha chiesto di recitare nel suo film ma lei rifiuta perché non vuole spogliarsi e ritiene la recitazione troppo simile a fare l'amore.
Arriva sul set il finanziatore italiano, preoccupato dall'andamento dei lavori e dal fatto che il produttore Laszlo non sia ancora riuscito a vendere il film. Per il tableau di La bagnante di Valpinçon il regista utilizza una nuova comparsa, nipote di Boulard. La ragazzina, giovane e bellissima, è sordomuta, Jerzy deve indicarle a gesti cosa si aspetta da lei, poi la osserva incantato mentre galleggia nell'acqua della piscina.
Di fronte alle difficoltà di continuare il lavoro, Jerzy medita di mollare tutto e tornare in Polonia. Appare anche combattuto fra Hanna e Isabelle. Quest'ultima, licenziata da Boulard, tenta con ogni mezzo di tornare in fabbrica ma viene bloccata e cacciata da un poliziotto. Il tableau di L'ingresso dei crociati a Costantinopoli di Delacroix si compone in mezzo a una confusione di comparse a cavallo che danno la caccia per gioco a comparse a piedi.
Un creditore esasperato che da tempo assedia Boulard ferisce per errore Jerzy con un coltello; lo soccorre subito Sarah, cameriera del motel, chiaramente innamorata di lui, poi è Isabelle a prendersene cura. Hanna sopraggiunge dopo che i due hanno fatto l'amore. Va in scena La lotta di Giacobbe con l'angelo di Delacroix, Laszlo ha ricevuto un'offerta di coproduzione da parte della MGM che potrebbe salvare il film, ma è necessario trasferire le riprese a Hollywood. Jerzy si rifiuta.
Isabelle accetta una somma da Boulard per non ricorrere contro il licenziamento. Sarebbe disposta a seguire Jerzy in Polonia nel caso decidesse di mollare tutto. Nell'incertezza, il lavoro continua con il tableau di L'assunzione della vergine di El Greco. Hanna va a cercare Jerzy sul set, per la prima volta in esterni, ma è troppo tardi: sono già partiti tutti abbandonando sulla neve la ricostruzione di un veliero di legno destinato al tableau di Pellegrinaggio a Citera di Watteau. Hanna incontra invece Isabelle, decidono di andare insieme in Polonia.
Appena Jerzy viene a saperlo sale in auto per seguirle ma incontra la cameriera Sarah che cammina a piedi lungo la strada e la invita a salire in auto.

## Produzione

La ronda di notte di Rembrandt van Rijn

Le riprese di Passion cominciano a fine novembre 1981, gli esterni sul lago di Ginevra presso Nyon, gli interni (a gennaio 1982) negli studi cinematografici di Billancourt, a Parigi. Fa così freddo che la macchina da presa Aäton 35 mm finalmente messa a punto da Jean-Pierre Beauviala su indicazioni di Godard, va sovente in blocco. Il regista, estremamente esigente, pretende il massimo dalla troupe e dalla strumentazione, e vive le riprese come un'autentica sofferenza. Sophie Loucachevsky, che interpreta la segretaria di produzione, ricorda:
Il regista ha incontrato Hanna Schygulla a Hollywood, negli studi Zoetrope dove Francis Ford Coppola sta girando Un sogno lungo un giorno con l'impiego di tecniche video che Godard ha sperimentato negli anni precedenti. Domanda subito all'attrice tedesca di recitare nel suo prossimo film, lei chiede di vedere una sinossi di qualche pagina prima di decidere. Lui le fa recapitare a fine gennaio 1981 un progetto di 3 pagine tradotto in inglese, intitolato Passion: Work and Love che è la prima traccia del titolo; l'originale francese riporta questa fase introduttoria:

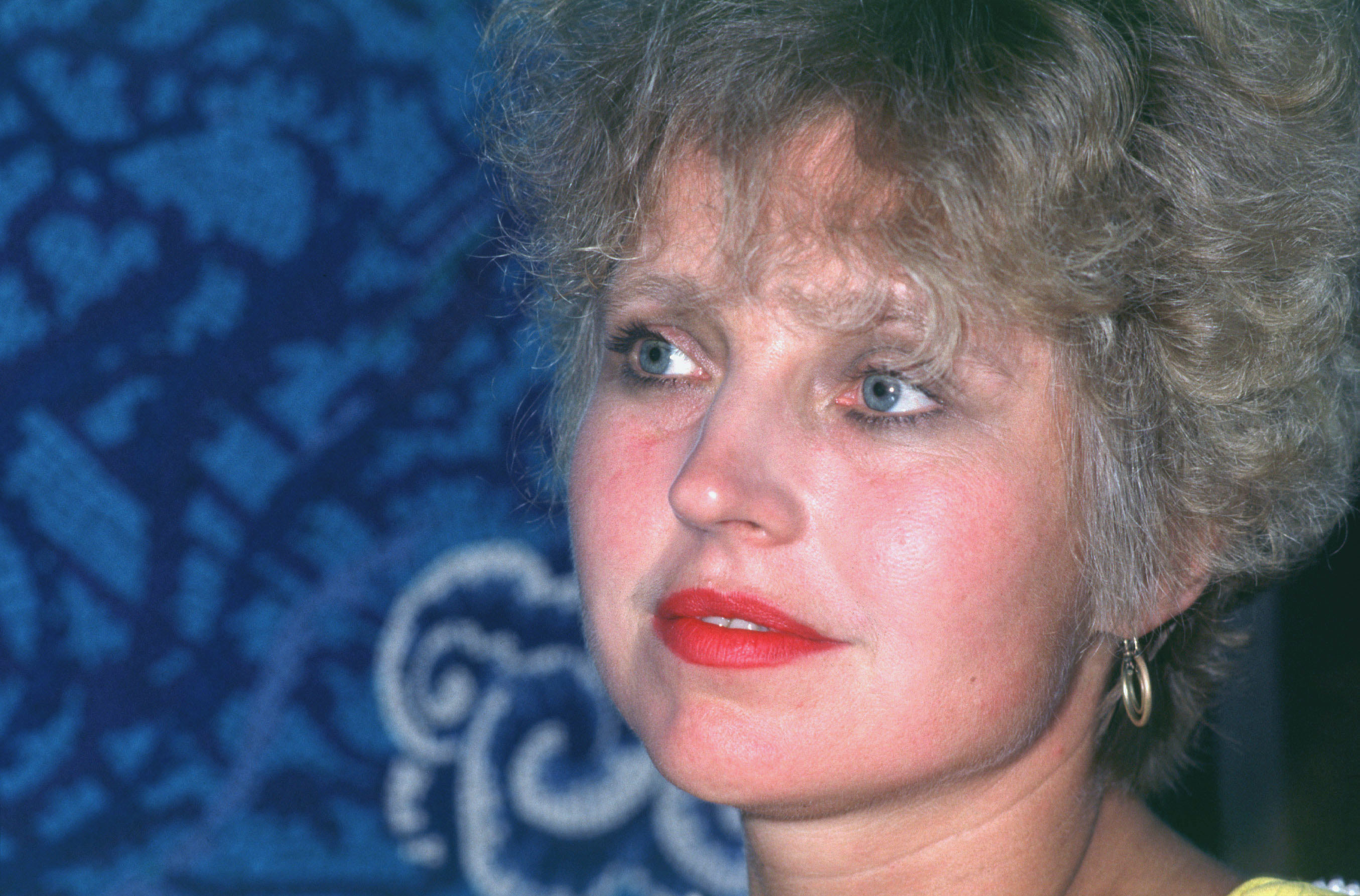
Hanna Schygulla nel 1982

Il progetto è un remake di Toni, un film di Jean Renoir, ma l'idea sfuma quasi subito perché gli eredi del regista francese morto nel 1979 non vogliono cedere i diritti. Il passaggio da Toni a Passion avverrà grazie alla presenza di Godard sul set di Un sogno lungo un giorno; è qui infatti che sta girando materiale per una specie di making of che nelle sue intenzioni dovrebbe intitolarsi Anatomy of a shot, e che non vedrà mai la luce: rimarrà però l'idea di un film sulla nascita di un film. Ad ogni modo, i primi piani preparatori che gira sul volto di Hanna Schygulla saranno inclusi nel film: sono le immagini che Jerzy e Hanna visionano a casa di lei, quando cerca di convincerla a recitare.

Goya, 3 maggio 1808

Alla sceneggiatura (intesa in senso godardiano, cioè una discussione di gruppo sul carattere dei personaggi e sulla trama) partecipa anche Jean-Claude Carrière, finché non parte per il Messico per aiutare Luis Buñuel a scrivere la sua autobiografia, che uscirà postuma con il titolo Dei miei sospiri estremi.
Per il ruolo del regista, suo alter ego, Godard vuole l'attore polacco Jerzy Radziwiłowicz, che grazie alle interpretazioni dei film di Andrzej Wajda è diventato uno dei simboli della lotta sindacale di Solidarność. Isabelle Huppert interpreta invece un personaggio difficile, una sindacalista cattolica ispirata alla figura di Simone Weil. Per questo ruolo Godard, come al solito piuttosto sadico con i suoi attori, le impone di recitare balbettando e la manda a lavorare davvero in una fabbrica per qualche giorno, in modo da immedesimarsi. Da lei pretende anche che gli metta per iscritto pensieri e considerazioni che poi userà nei dialoghi; Huppert bara e copia passaggi di Samuel Beckett, ma Godard se ne accorge e va su tutte le furie.

## Analisi critica

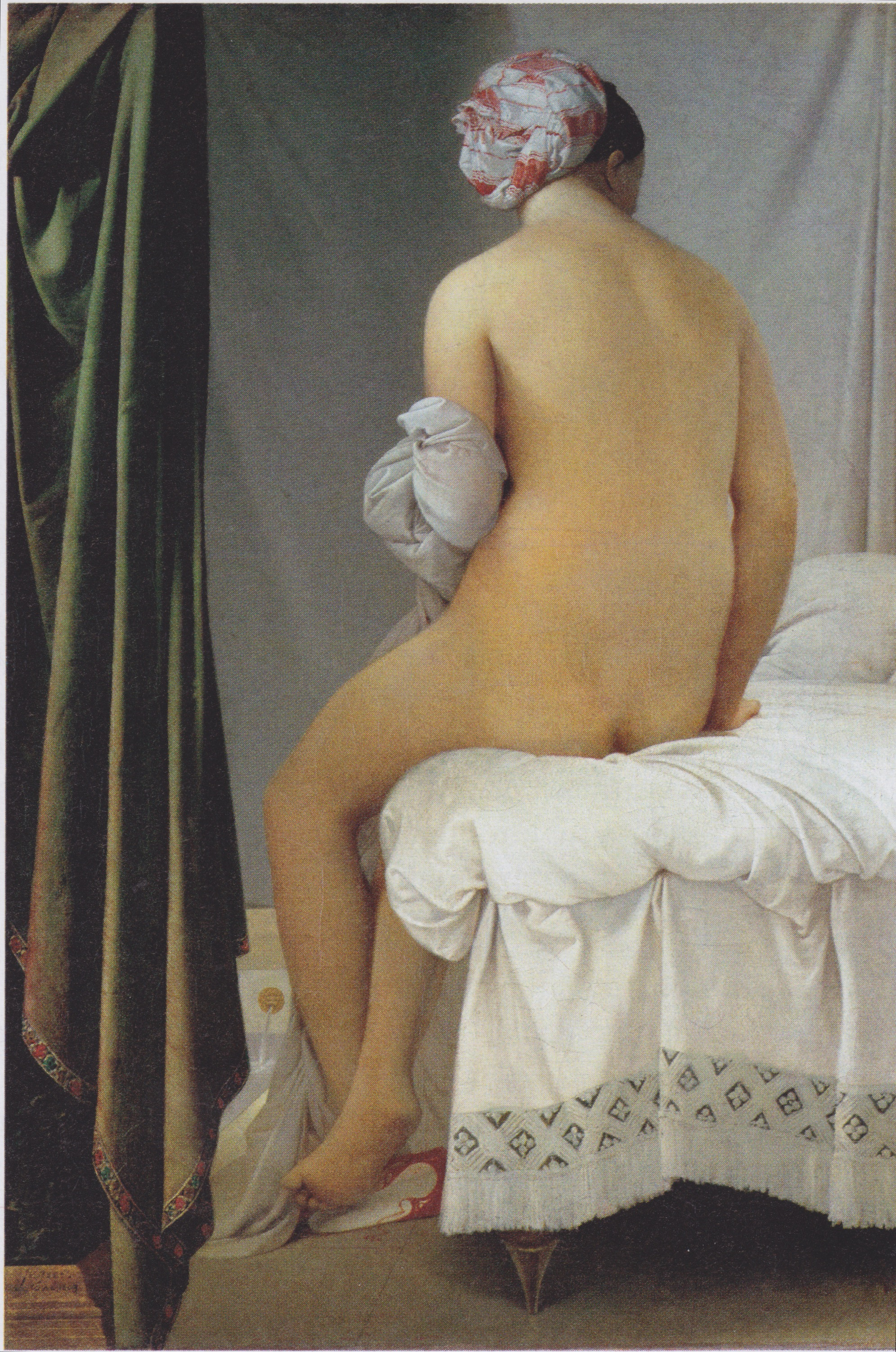
La bagnante di Valpinçon (Ingres)

Certi dettagli di Passion non possono che richiamare alla memoria il precedente Il disprezzo, che risale ormai a vent'anni prima: la presenza di Michel Piccoli in uno dei ruoli protagonisti, per esempio, oppure dialoghi in diverse lingue (in questo film però non sono ripetuti in francese da un altro personaggio), o ancora l'atmosfera in bilico tra vita moderna e classicità.
La narrazione oscilla tra due piani, rappresentati dalle riprese in interno e quelle in esterno: l'arte e la vita, quest'ultima intessuta di un fitto intreccio di personaggi e storie, politica, storia e cultura; una narrazione frammentata, talvolta accennata solo per allusione, spesso inafferrabile eppure molto presente. Le scene in interni sono invece un altro mondo, un sogno d'artista ricostruito nella perfezione di colori e forme sotto le luci da studio, per ricreare tableaux vivants al confine tra cinematografia e pittura classica: Rembrandt, El Greco. Ingres, Watteau e soprattutto Delacroix e Goya con due dipinti ciascuno: comparse come corpi luminosi, quasi completamente statici e senza dono della parola, mentre il commento sonoro è lasciato a una musica solenne, spesso liturgica: Dvořák e Fauré, ma anche Mozart, particolarmente prediletto quest'ultimo da Godard. L'opposizione dialettica tra l'esterno e le scene in interni appare evidente nel prodotto finale; da una parte c'è il dominio della confusione: dialoghi sovrapposti e talvolta incomprensibili, voci asincrone, movimenti bruschi e gag quasi da film comico; dall'altra invece c'è il set con le sue luci violente, nitide, i colori impeccabili, la musica classica e un décor grandioso. Per questa sorta di poetica della luce, non soltanto negli studi di Billancourt ma anche negli altri interni (quasi in ogni inquadratura appare un punto luce artificiale), Godard non poteva che richiamare dopo 14 anni il suo fotografo Raoul Coutard. Coutard comunque arriva sul set dopo che il regista ha tentato di scritturare Vittorio Storaro, il direttore della fotografia che al tempo lavora con Coppola; l'ultima volta che ha girato con Coutard è il 1967, da allora sono divisi soprattutto da punti di vista politici completamente opposti: il fotografo infatti si dedica a film sulla nostalgia della Francia coloniale e si circonda di macchinisti reduci dalla guerra d'Indocina.

Il bagno turco, di Jean Auguste Dominique Ingres

Questo conflitto interno/esterno, staticità/dinamismo è recepito anche nello svolgimento della trama; nel film che Jerzy sta girando ci sono attori e comparse, ma non c'è una storia, si tratta dunque di cinema o d'altro? «Nel cinema non ci sono leggi, è per questo che la gente lo ama ancora» dice Jerzy; «Le storie bisogna viverle, prima di inventarle. Credete che cadano dal cielo, le vostre storie di merda?» Da un certo punto di vista, Passion è un kolossal storico, come i grandi film biblici o dell'epica medievale di Hollywood,  ma un kolossal senza storia; o meglio, un film nel quale la storia si crea inevitabilmente mentre si gira, e infatti a confronto con il tipico film godardiano questo è fitto di intrecci e legami narrativi, non c'è personaggio che non abbia relazione con un altro.
Le due serie di immagini, gli interni e la vita vera all'esterno, appaiono diversissimi, due mondi esteticamente inconciliabili. Eppure gli elementi essenziali del cinema ci sono tutti, e estremamente curati: luce, suono, immagine; si tratta di costruire attraverso il montaggio rapporti di contenuto fra l'arte (i quadri) e la vita, fra i crociati a Costantinopoli e i poliziotti che presidiano la fabbrica durante lo sciopero, tra il vascello per Citera e l'aereo in volo, tra i volti di Goya e i primi piani di Hanna Schygulla, tra le odalische di Ingres e Delacroix e i nudi di Myriem Roussel, che non hanno nulla da invidiare alla pittura classica. In questo film Godard non si limita a mostrare quadri, come ha fatto fino dagli esordi e come tornerà a fare in seguito: diventa finalmente quel pittore che ha sempre desiderato di essere; e forse è questo il momento della sua maturità artistica: dopo gli anni della destrutturazione del Cinema, gli anni del gruppo Dziga Vertov che rappresentano il suo periodo d'avanguardia artistica, Godard scopre che classicità e perfezione son possibili anche senza andare a lavorare a Hollywood:
Passion è esattamente questo: un film dipinto, un film fatto da un pittore, una materializzazione dell'emozione.

## Riconoscimenti
- 1982 - Festival di Cannes
  - Grand Prix tecnico